# Condado de Texas (Misuri)
El condado de Texas (en inglés: Texas County), fundado en 1845, es uno de 114 condados del estado estadounidense de Misuri. En el año 2006, el condado tenía una población de 24,598 habitantes y una densidad poblacional de 8 personas por km². La sede del condado es Houston. El condado recibe su nombre en honor a la República de Texas.

## Geografía
Según la Oficina del Censo, el condado tiene un área total de 3054 km² (1179,2 mi²), de la cual 3054 km² (1179,2 mi²) es tierra y 0 km² (0 mi²) (0%) es agua.

### Condados adyacentes
- Condado de Pulaski (norte)
- Condado de Phelps (norte)
- Condado de Dent (noreste)
- Condado de Shannon (este)
- Condado de Howell (sur)
- Condado de Douglas suroeste)
- Condado de Wright (oeste)
- Condado de Laclede (noroeste)

## Demografía
Según la Oficina del Censo en 2000, los ingresos medios por hogar en el condado eran de $34,503, y los ingresos medios por familia eran $25,071. Los hombres tenían unos ingresos medios de $17,126 frente a los $16,568 para las mujeres. La renta per cápita para el condado era de $16,568. Alrededor del 21.40% de la población estaban por debajo del umbral de pobreza.

## Transporte

### Carreteras principales
- U.S. Route 60
- U.S. Route 63
- Ruta 17
- Ruta 32
- Ruta 38
- Ruta 137

## Localidades
| - Bendavis - Bucyrus - Cabool - Clara | - Elk Creek - Ellis Prairie - Eunice - Hartshorn | - Houston - Huggins - Kimble - Licking | - Maples - Mountain Grove - Plato - Raymondville | - Roby - Sherrill - Solo - Success | - Summersville - Upton - Yukon |  |